# Marija L'vovna Tolstaja
Marija L'vovna Tolstàja, in russo Мари́я Льво́вна Толста́я?, detta Maša (febbraio 1871 – Jasnaja Poljana, 26 novembre 1906), è stata la figlia prediletta dello scrittore russo Lev Tolstoj.

## Biografia
Quinta dei tredici figli che lo scrittore ebbe dalla contessa Sof'ja Bers, Marija fu la discepola più amata dal padre, la più intransigente ed ascetica, l'unica a rifiutare la sua parte di eredità quando Tolstoj, nel 1891, decise di cedere formalmente i propri beni ai familiari. In tale occasione, egli confidò nel diario: «Come mi è pesante la vita, come la sopporto solo perché ho Maša!».
In una lettera del 1873, quand'ella era appena una lattante di due anni, Tolstoj l'aveva descritta così a una parente:
Come le sorelle Tat'jana e Aleksandra, anche Marija lavorò in qualità di copista dei manoscritti di Tolstoj, occupandosi zelantemente di far pervenire a Vladimir Čertkov ogni pagina scritta dal padre (questa invadenza costrinse Tolstoj a redigere un doppio diario, uno «pubblico» e uno «privato» che teneva nascosto a tutti).
Nel 1888 la ragazza pensò di sposare Pavel Birjukov, uno dei principali tolstoiani, ma il matrimonio non si fece, anche per l'opposizione della madre Sonja, che aveva in antipatia i discepoli di Tolstoj. Lo scrittore annotò con orgoglio:
Nel 1893 Marija si iscrisse alla facoltà di medicina, con l'intenzione di sposare Nikolaj A. Zander, un giovane medico che viveva come istitutore nella casa di Jasnaja Poljana, e del quale era innamorata. Ma anche questo matrimonio saltò per l'opposizione di Sonja.
Tuttavia, la figlia non restò nubile: sposò Obolenskij, un principe squattrinato, nonostante la decisa contrarietà del padre, che subì un'ulteriore delusione: Marija richiese la parte di eredità a cui aveva precedentemente rinunciato, dato che il marito era a corto di denaro. Eppure proprio lei si era offesa quando, al tempo della spartizione, il suo rifiuto non era stato preso sul serio. Tolstoj, che sopportava con fatica il proprio matrimonio e perciò esortava gli altri a non sposarsi, commentò:
La giovane rimase incinta ma ebbe un aborto.

## La morte
Ammalatasi di una violenta forma di polmonite, morì dopo tre giorni, all'età di trentacinque anni, assistita dal padre, che la vide spegnersi serenamente. Nella primavera del 1889 egli aveva scritto nel diario: «Ho per lei una grande tenerezza. Solo per lei. È come se lei riscattasse gli altri. [...] la cara Maša, pronta sempre al bene». Fu sepolta nel cimitero della chiesa parrocchiale a due chilometri da Jasnaja Poljana.